# Michel Bassole
Michel Bassole (Abidjan, 18 luglio 1972) è un ex calciatore ivoriano, di ruolo centrocampista.

## Carriera

### Club
Ha giocato nel campionato ivoriano, saudita e francese.

### Nazionale
Con la maglia della nazionale ha partecipato alla Coppa d'Africa nel 1994 e 1996

## Palmarès

### Club
- Campionato ivoriano: 2

ASEC Mimosas: 1993, 1994